# Bitmessage
 (janvier 2024).
Si vous disposez d'ouvrages ou d'articles de référence ou si vous connaissez des sites web de qualité traitant du thème abordé ici, merci de compléter l'article en donnant les références utiles à sa vérifiabilité et en les liant à la section « Notes et références ».
Bitmessage est un protocole de communication en pair à pair décentralisé et chiffré destiné à permettre d'échanger des messages chiffrés avec un ou plusieurs correspondants.
Il est possible de l'utiliser au travers du réseau Tor. Il existe une variante non officielle capable de fonctionner dans (et seulement dans) le réseau I2P (pyBitmessage-I2P).

## Fonctionnement
Bitmessage fonctionne en chiffrant tous les messages entrants et sortants par l'usage d'une clé de chiffrement (asymétrique), afin que seul le récepteur du message soient capable de le déchiffrer.

### Canaux
À partir la version 0.3.5, Bitmessage a introduit une fonction supplémentaire appelée chan (canal), c'est une fonction de type liste de diffusion décentralisée et anonyme.
Contrairement aux listes de diffusion traditionnelles via email :
- un canal ne peut pas être fermé à la suite de l'arrêt d'un serveur ni de plusieurs serveurs, grâce à la nature décentralisée de ces canaux.
- un canal ne peut pas être censuré puisque n'importe quel utilisateur Bitmessage qui connaît la phrase de passe de ce canal peut en lire le contenu et y poster n'importe quel message dedans.
- dans un canal, les messages des utilisateurs sont anonymes à un tel degré que les messages ne contiennent ni expéditeur, ni adresse du destinataire Bitmessage.

Le forum web de Bitmessage contient une liste de canaux connus publiquement.